# Storia di una storia
Storia di una storia è la ventinovesima storia a fumetti di Valentina, celebre personaggio creato da Guido Crepax. Si tratta principalmente di un adattamento a fumetti dell'Histoire de l'œil di Georges Bataille, in cui Valentina legge il libro e si immagina di interpretare il ruolo delle due protagoniste, assecondando l'impulso di evadere dalla realtà e dalla sua identità. Per accentuare questa voglia di cambiamento (dovuta a eventi recenti come la relazione con Bruno in Nostalgia e la scomparsa di Philip in Alfabeto muto), Valentina cambia pettinatura, abbandonando temporaneamente il taglio a caschetto.

## Pubblicazioni
- Olympia Press 1982
- RCS (Volume 18) 2007
- Mondadori (Volume 22) 2015